# كاترين شوارتز
كاترين شوارتز (بالإنجليزية: Catherine Schwartz)‏ هي مذيعة أمريكية، ولدت في 27 مايو 1977 في سان فرانسيسكو في الولايات المتحدة.

## وصلات خارجية
- كاترين شوارتز على موقع IMDb (الإنجليزية)
- كاترين شوارتز على موقع قاعدة بيانات الفيلم (الإنجليزية)